# Комсомольское (Западно-Казахстанская область)
Комсомольское — упразднённое село в Таскалинском районе Западно-Казахстанской области Казахстана. Входило в состав Кощинского сельского округа. Входило в состав Казахстанского сельского округа. Ликвидировано в 2011 г.

## Население
В 1999 году население села составляло 88 человек (48 мужчин и 40 женщин). По данным переписи 2009 года, в селе проживало 25 человек (15 мужчин и 10 женщин).